# Krishnanagar, Sandur
Krishnanagar là một làng thuộc tehsil Sandur, huyện Bellary, bang Karnataka, Ấn Độ.